# Gare d'El Affroun
La gare d'El Affroun est une gare ferroviaire algérienne, située sur le territoire de la commune d'El Affroun, dans la wilaya de Blida.

## Situation ferroviaire
La gare d'El Affroun se situe sur la ligne d'Alger à Oran, entre les gares de Mouzaia et de Oued Djer.

## Service des voyageurs

### Desserte
La gare d'El Affroun est desservie par les trains :
- grandes lignes de la liaison  Alger - Oran[1] ;
- régionaux de la liaison Alger - Chlef[2] ;
- du réseau ferré de la banlieue d'Alger assurant la liaison Alger - El Affroun[3].